# Вітовонж
Вітовонж (пол. Witowąż) — село в Польщі, у гміні Черніково Торунського повіту Куявсько-Поморського воєводства.
Населення — 258 осіб (2011).
У 1975-1998 роках село належало до Влоцлавського воєводства.

## Демографія
Демографічна структура станом на 31 березня 2011 року:
|          | Загалом | Допрацездатний вік | Працездатний вік | Постпрацездатний вік |
| -------- | ------- | ------------------ | ---------------- | -------------------- |
| Чоловіки | 134     | 43                 | 78               | 13                   |
| Жінки    | 124     | 30                 | 66               | 28                   |
| Разом    | 258     | 73                 | 144              | 41                   |